# Морозень
Морозень (рум. Morozeni) — село в Оргіївському районі Молдови. Адміністративний центр однойменної комуни, до складу якої також входить село Брянова.

## Населення
За даними перепису населення 2004 року у селі проживали 1416 осіб.
Національний склад населення села:
| Національність       | Кількість осіб | Відсоток   |
| -------------------- | -------------- | ---------- |
| молдавани румуни     | 1392 7         | 98,3% 0,5% |
| росіяни              | 9              | 0,6%       |
| українці             | 2              | 0,1%       |
| болгари              | 1              | 0,1%       |
| інша / без відповіді | 5              | 0,4%       |
| Всього               | 1416           | 100%       |